# Ryszard Sztanke
Ryszard Sztanke (ur. 5 października 1936 w Byteniu, zm. 26 stycznia 2018 w Chełmie) – polski polityk i lekarz weterynarii, w latach 1989–1990 wicewojewoda chełmski.

## Życiorys
Syn Antoniego i Heleny. Z zawodu lekarz weterynarii, członek Lubelskiej Izby Lekarsko-Weterynaryjnej. Wstąpił do Zjednoczonego Stronnictwa Ludowego, z jego ramienia w latach 70. i 80. zasiadał w Miejskiej i Wojewódzkiej Radzie Narodowej w Chełmie. W drugiej połowie lat 80. był wiceprzewodniczącym chełmskiej MRN. Od marca 1989 do sierpnia 1990 pełnił funkcję wicewojewody chełmskiego. Później należał do Polskiego Stronnictwa Ludowego, został honorowym przewodniczącym zarządu tej partii w Chełmie.
Zmarł w wieku 81 lat. Został pochowany na cmentarzu w Chełmie.